# Hydrocotyle muriculata
Hydrocotyle muriculata är en växtart i släktet Hydrocotyle och familjen araliaväxter.
Arten förekommer i sydvästra Australien. Den beskrevs av Nikolaj Turtjaninov 1849.